# الکش
اُلکِش یک روستا در ایران است که در بخش شاهرود شهرستان خلخال در استان اردبیل واقع شده‌است.

## جمعیت
این روستا در دهستان شال قرار دارد و براساس سرشماری مرکز آمار ایران در سال ۱۳۸۵، جمعیت آن ۹۲ نفر (۱۸ خانوار) بوده‌است.